# Vaartsche Rijn

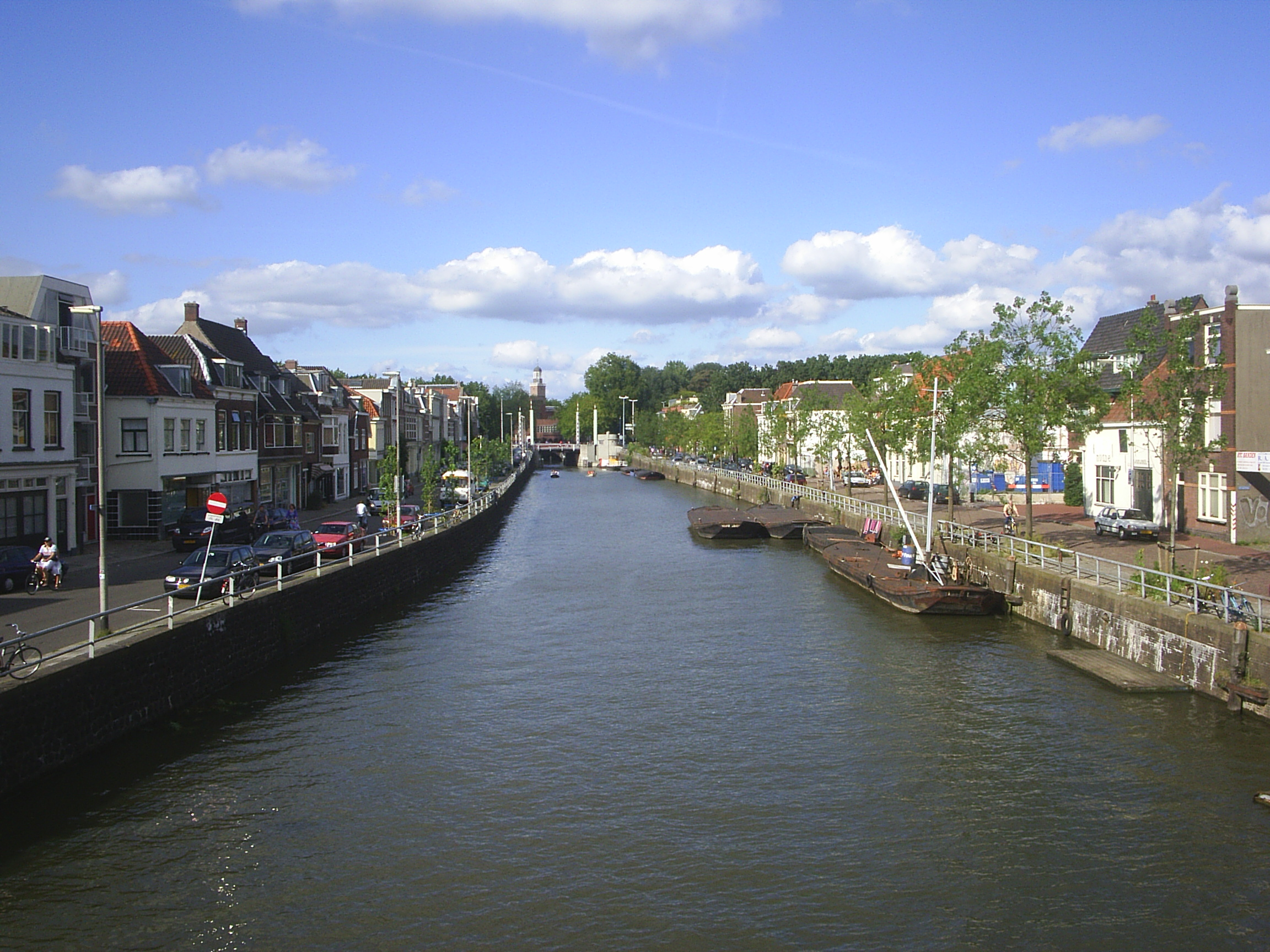
De Vaartsche Rijn in Utrecht, gezien in de richting van de binnenstad, met links de Westerkade en de Oosterkade rechts.

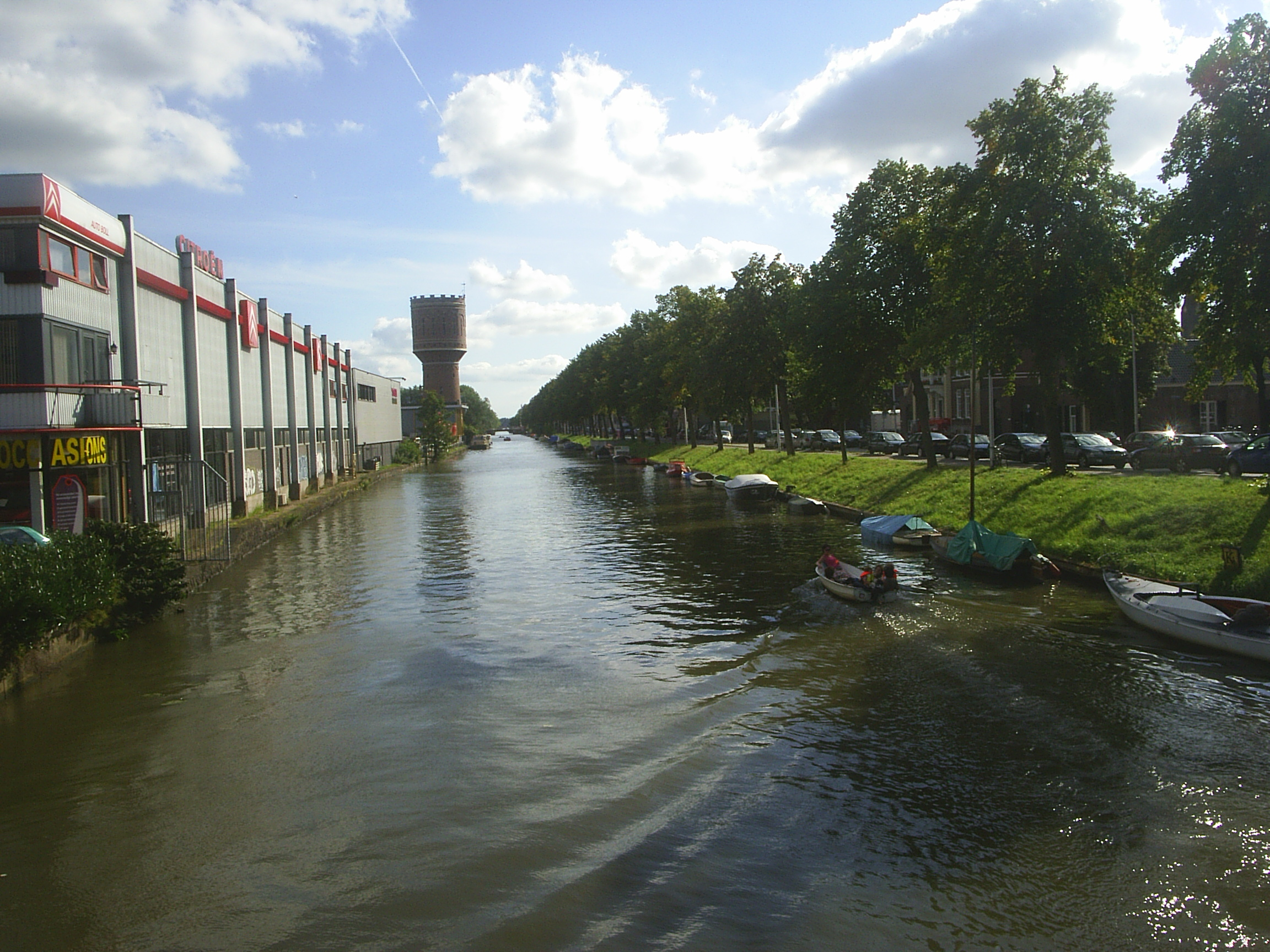
De Vaartsche Rijn in Utrecht, gezien in de richting van Nieuwegein in 2007.

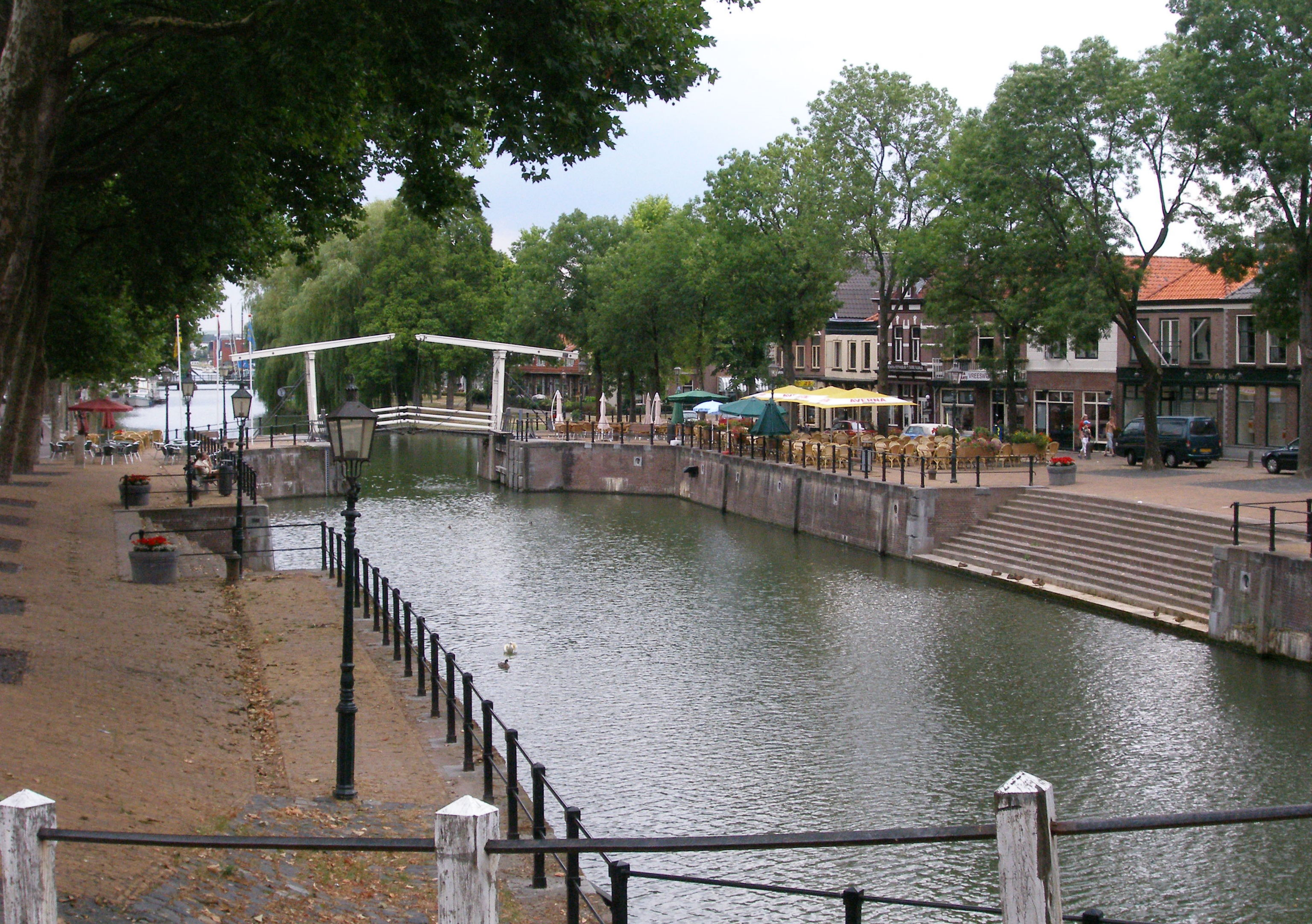
De Oude Sluis in Vreeswijk waar de waterweg in verbinding staat met de Lek

De Vaartsche Rijn of Vaartse Rijn is de naam van twee korte kanalen in respectievelijk Utrecht, tussen de Stadsbuitengracht en het Merwedekanaal, en in Vreeswijk (Nieuwegein), tussen het Merwedekanaal en de Lek, in de Nederlandse provincie Utrecht. Oorspronkelijk was de Vaartsche Rijn een belangrijke vaarroute die de stad Utrecht met de rivier de Lek verbond.

## Geschiedenis
De eerste fase van de Vaartsche Rijn, ook wel Rechte Rijn genoemd in tegenstelling tot de na afdamming in 1122 sterk verlande Kromme Rijn, werd gegraven in 1127, waardoor dit een van de oudste kanalen van Nederland is. Het eerste stuk werd gegraven tussen de Stadsbuitengracht en het huidige De Liesbosch. In het midden van de twaalfde eeuw werd de Vaartsche Rijn verlengd richting de plaats Geyne, via de latere Doorslag waar een dam het kanaal scheidde van de Hollandse IJssel. De Hollandse IJssel stond toentertijd in open verbinding met de Lek. Rond deze tijd is het strategische Kasteel Oudegein ontstaan om de belangrijke handelsplaats te beschermen.
In 1285 damde Graaf Floris V van Holland de Hollandse IJssel af. De dam met de Vaartsche Rijn werd doorgeslagen (de huidige Doorslag), en hij zorgde ervoor dat in 1295 de Vaartsche Rijn met de Nieuwe Vaart werd verlegd richting Vreeswijk. Dit zette Vreeswijk op de kaart en in 1373 werd de Vaartsche Rijn verdiept en in Vreeswijk werd een houten sluis gebouwd, later bekend als de Oude Sluis. Eeuwen daarna bleef de Vaartsche Rijn een van de belangrijke vaarroutes van Nederland. Op de oevers van de Vaartsche Rijn ontstond sinds de middeleeuwen vanaf het Ledig Erf een industriële zone met scheepbouwers, pottenbakkers, kalkbranders, tegel-, dakpan- en baksteenfabrieken.
In 1825, tijdens de regeerperiode van koning Willem I, werd een groot deel van de Vaartsche Rijn uitgediept en onderdeel van de Keulse Vaart, vanaf 1892 het Merwedekanaal. Alleen in Vreeswijk en in Utrecht (tussen het Ledig Erf en de zuidelijke punt van Rivierenwijk) liggen nog delen van deze ooit zeer belangrijke vaarroute. Aan de oostzijde van dit laatstgenoemde deel liggen oude industrieterreinen zoals in de huidige subwijk Rotsoord.
Sinds de aanleg van het Amsterdam-Rijnkanaal kan er niet echt meer gesproken worden over één Vaartsche Rijn. De waterloop wordt echter nog wel behouden, door de aanwezigheid van een watertransporttunnel die de beide zijden van de Vaartsche Rijn (waarvan de langsliggende kaden toepasselijk Noordersluis en Zuidersluis heten) – in feite het Merwedekanaal – met elkaar verbindt.

## Bruggen over de Vaartsche Rijn
Van noord naar zuid liggen de volgende bruggen over de Vaartsche Rijn. In dit overzicht uitsluitend de bruggen in Utrecht en Vreeswijk over de wateren die tegenwoordig nog als Vaartsche Rijn bekend staan. Voor de bruggen over het gedeelte van de Vaartsche Rijn dat tegenwoordig bekend staat als het Merwedekanaal zie:
Utrecht
| Naam:                                  | Soort:                                       | Traject: | Afbeelding: |
| -------------------------------------- | -------------------------------------------- | --- | ----------- |
| Vaartscherijnbrug                      | verkeersbrug (basculebrug)                   | Catharijnesingel - Ledig Erf                                                                                                |             |
| Bruggen station Utrecht Vaartsche Rijn | spoorbruggen/voetgangersbrug (liggerbruggen) | Utrecht Centraal - Science Park ( 22 Uithoflijn) Utrecht - Arnhem (Rhijnspoorweg) Utrecht - 's-Hertogenbosch (Staatslijn H) |             |
| Vondelbrug                             | verkeersbrug (basculebrug)                   | Vondellaan - Baden-Powellweg                                                                                                |             |
| Oranjebrug                             | verkeersbrug (basculebrug)                   | Waalstraat - Diamantweg |             |
| Julianabrug                            | verkeersbrug (ophaalbrug)                    | Broeder Alarmstraat brug in 1957 gesloopt                                                                                   |             |
| Zuiderbrug                             | verkeersbrug (basculebrug)                   | Socrateslaan - 't Goylaan                                                                                                   |             |

De Vaartsche Rijn is hier vervangen door het Merwedekanaal.
Vreeswijk
| Naam:                    | Soort:                                  | Traject:                      | Afbeelding: |
| ------------------------ | --------------------------------------- | ----------------------------- | ----------- |
| Amaliabrug               | fiets- en voetgangersbrug (basculebrug) | Prins Hendriklaan - Zandoever |             |
| Oranjebrug               | verkeersbrug (ophaalbrug)               | Oranjestraat                  |             |
| Oude Sluis) (noordzijde) | fiets- en voetgangersbrug (ophaalbrug)  | Oude Sluis - Dorpsstraat      |             |
| Oude Sluis (zuidzijde)   | verkeersbrug (ophaalbrug)               | Lekstraat                     |             |
| ?                        | fiets- en voetpad (dam)                 |                               |             |